# Ignac Sitter
Ignac Sitter (Siter), slovenski delavski voditelj in politik, 17. julij 1875, Zagorje ob Savi, Avstro-Ogrska, 24. oktober 1939, Trbovlje, Kraljevina Jugoslavija.
Med letoma 1926 in 1930 je bil trboveljski župan. Med njegovim županovanjem je Krajevna občina Trbovlje postala navadna občina.

## Življenje
Ignac Sitter se je rodil 17. julija 1875 v Zagorju ob Savi kot šesti od osmih otrok steklarja Janeza Sitarja in žene Ane (roj. Kugej). Poleg Ignaca so bili v družini še sinovi Viljem (1863), Janez (1865), Anton (1867), Franc (1870) in Avguštin (1882) ter hčeri Ana (1873) in Marija (1879).
Učil se je steklopihaštva in kot steklar deloval po steklarnah v Zagorju, Piranu, na Dunaju in v Šleziji.
V Trbovljah je leta 1903 ustanovil konzumno društvo, nameščeno v spodnjem delu Petelinove vasi. Ustanovil ga je na pobudo Jožefa Rinalda, a so podjetje zaradi pomanjkljivega plačevanja obveznosti morali zapreti.
V Trbovlje se je preselil leta 1906 kot tajnik posebnega strokovnega tajništva za rudarje v Trbovljah. Med županovanjem Gustava Voduška je bil leta 1908 izvoljen v občinski odbor trboveljske občine in v zdravstveni odsek. Leta 1909 je bil med pobudniki in nakupniki parcele Petra Groblerja na Lokah za izgradnjo Delavskega doma. Vsota 5000 kron, ki jo je imel konzum v hranilnici, je zadostovala in poslopje je bilo leta 1910 zgrajeno. Leta 1911 je kandidiral za deželnega poslanca za dunajski parlament in prejel 1546 glasov. Od leta 1912 je urejal glasilo Rudar, ki je izhajalo do leta 1914. Kot socialni demokrat je postal eden izmed najvidnejših lokalnih pripadnikov JSDS med prvo svetovno vojno. Leta 1905 in 1914 je bil delegat na V. in IX. zboru JSDS. Decembra 1917 je bil izvoljen v vodstvo Zveze delavskih društev (ZDD) in sicer v načelstvo. Na ustanovni skupščini Unije slovenskih rudarjev, ki je potekala 1. in 2. februarja 1919 v trboveljskem Delavskem domu, je Sitter navzoče pozdravil kot njen strokovni tajnik. Med letoma 1920 in 1926 je delal pri socialnem zavarovanju v Trbovljah, Šoštanju, Rogaški Slatini in Zagorju.
7. marca 1921 se je poročil z Klotildo Ranzinger s katero je imel sina Ignaca ter hčeri Marijo in Albino.
Leta 1926 je bil izvoljen za trboveljskega župana. Na položaju je ostal do junija 1930.
Umrl je 24. oktobra 1939 v Trbovljah.